# Apian-Gymnasium
Das Apian-Gymnasium ist eine weiterführende Schule in Ingolstadt. Es entstand 1972 durch Ausgliederung aus dem Christoph-Scheiner-Gymnasium. Die Schule ist nach den Ingolstädter Professoren Peter (1495–1552) und Philipp Apian (1531–1589) benannt und hat derzeit etwa 1300 Schülerinnen und Schüler. Diese werden von 122 Lehrerinnen und Lehrern betreut. Das Gymnasium war zunächst in der Hohen Schule im Stadtzentrum untergebracht. Seit dem Umzug ins Schulzentrum Südwest an der Maximilianstraße (umgangssprachlich Ochsenschlacht), das in den Jahren 1974–1978 nach Plänen des Architekten Erhard Fischer errichtet wurde, ist es das einzige Gymnasium Ingolstadts außerhalb der Altstadt.

## Ausbildungsrichtungen
Grundsätzlich wird Englisch ab der 5. Jahrgangsstufe als erste und wahlweise Französisch oder Latein als zweite Fremdsprache ab der 6. Jahrgangsstufe unterrichtet. Ab der 8. Jahrgangsstufe werden drei verschiedene Ausbildungsrichtungen mit unterschiedlichen Fächerschwerpunkten angeboten: der naturwissenschaftlich-technologische Zweig mit den Fächerschwerpunkten Physik, Chemie und Informatik, der wirtschaftswissenschaftliche Zweig mit den Fächerschwerpunkten Wirtschaft und Recht und Wirtschaftsinformatik sowie der sprachliche Zweig mit Spanisch als dritter Fremdsprache.

## Förderung der Naturwissenschaften
Das Gymnasium zeichnet sich durch rege Förderung der Naturwissenschaften aus, so stellt es seit Jahren bayernweit die meisten Anmeldungen beim Wettbewerb Jugend forscht – Schüler experimentieren und unterhält eine an deutschen Schulen einmalig große Sammlung von lebenden Tieren zu Unterrichtszwecken (Vivarium). Es sind darin mehr als 60 Arten vertreten, die zum Teil außer an dieser Schule nur noch in wenigen großen Zoos gehalten werden, etwa die Ameise Azteca, das größte an Land lebende Krebstier, der Palmendieb oder die vom Aussterben bedrohten mexikanischen Axolotl.
Der Erfinderclub, gefördert durch das Bundesministerium für Wirtschaft und Technologie, wurde 1999 gegründet.
Die Schule ist eines von acht bayerischen Gymnasien, die vom Kultusministerium für den Modellversuch Center of Excellence – Zentrum für Schulqualität der Stiftung Bildungspakt Bayern ausgewählt wurden. Im Rahmen dieses Projekts werden unter dem Motto Naturwissenschaften – erleben und kommunizieren innovative didaktische Konzepte entwickelt, erprobt und in Fortbildungen an Lehrer weitergegeben.

## Besonderheiten
Im naturwissenschaftlichen Trakt der Schule befindet sich die Abteilung „Apian-Forscher“, hier können junge Schüler (auch von Grundschulen) erste Erfahrungen mit naturwissenschaftlichen Experimenten sammeln.
Die offene Ganztagsschule arbeitet mit Lerntutoren zur Hausaufgabenbegleitung.
Im Keller der Schule befindet sich eine 25 m² große Modelleisenbahn-Anlage und man kümmert sich seit 1979 um den Erhalt der unter Denkmalschutz stehenden Dampflok 98 507 (Bayerische D XI) am Ingolstädter Hauptbahnhof.
Das Gymnasium ist Sport-Stützpunkt für die Sportarten Tennis, Fußball, Triathlon und Schwimmen.

## Bekannte Absolventen und Lehrer
Absolventen
- Chris Boettcher (* 1964), Hörfunkmoderator und Comedian[10]
- Stephan Fanderl (* 1964), Manager[11]
- Thomas A. Klar, Physiker
- Claus Leßmann (* 1960), Sänger und Gitarrist[12]
- Merlin Röhl (* 2002), Fußballspieler[13]

Lehrer
- Manfred Schuhmann (* 1942), ehemaliges Mitglied des bayerischen Landtags (SPD); 1972 – 1986 als Lehrer am Apian-Gymnasium tätig
- Iris Eberl (* 1958), ehemaliges Mitglied des Deutschen Bundestages (CSU)